# Divisões administrativas em 1935
Nesta página encontrará referências aos acontecimentos directamente relacionados com a regiões administrativas ocorridos durante o ano de 1935.

## Eventos
- 20 de Dezembro - Fundação da Cidade de Dourados no Mato Grosso do Sul.
- Fundação da cidade de Norilsk na Rússia.